# Шишегова
Шишегова — река в России, протекает в Лузском районе Кировской области. Устье реки находится в 56 км по левому берегу реки Залесская Лала. Длина реки составляет 21 км.
Река берёт начало в заболоченном лесном массиве лесу в 7 км к юго-востоку от посёлка Христофорово. В верхнем течении течёт на запад, в среднем и нижнем — на юго-запад. Притоки — Влеповская, Банка (левые). Всё тесение проходит по ненаселённому лесному массиву. Впадает в Залесскую Лалу в 7 км к востоку от посёлка Сусоловка. Ширина реки на всём протяжении не превышает 10 м.

## Данные водного реестра
По данным государственного водного реестра России и геоинформационной системы водохозяйственного районирования территории РФ, подготовленной Федеральным агентством водных ресурсов:
- Бассейновый округ — Двинско-Печорский
- Речной бассейн — Северная Двина
- Речной подбассейн — Малая Северная Двина
- Водохозяйственный участок — Юг
- Код водного объекта — 03020100212103000013164